# Festival Internacional de Balonismo de Albuquerque

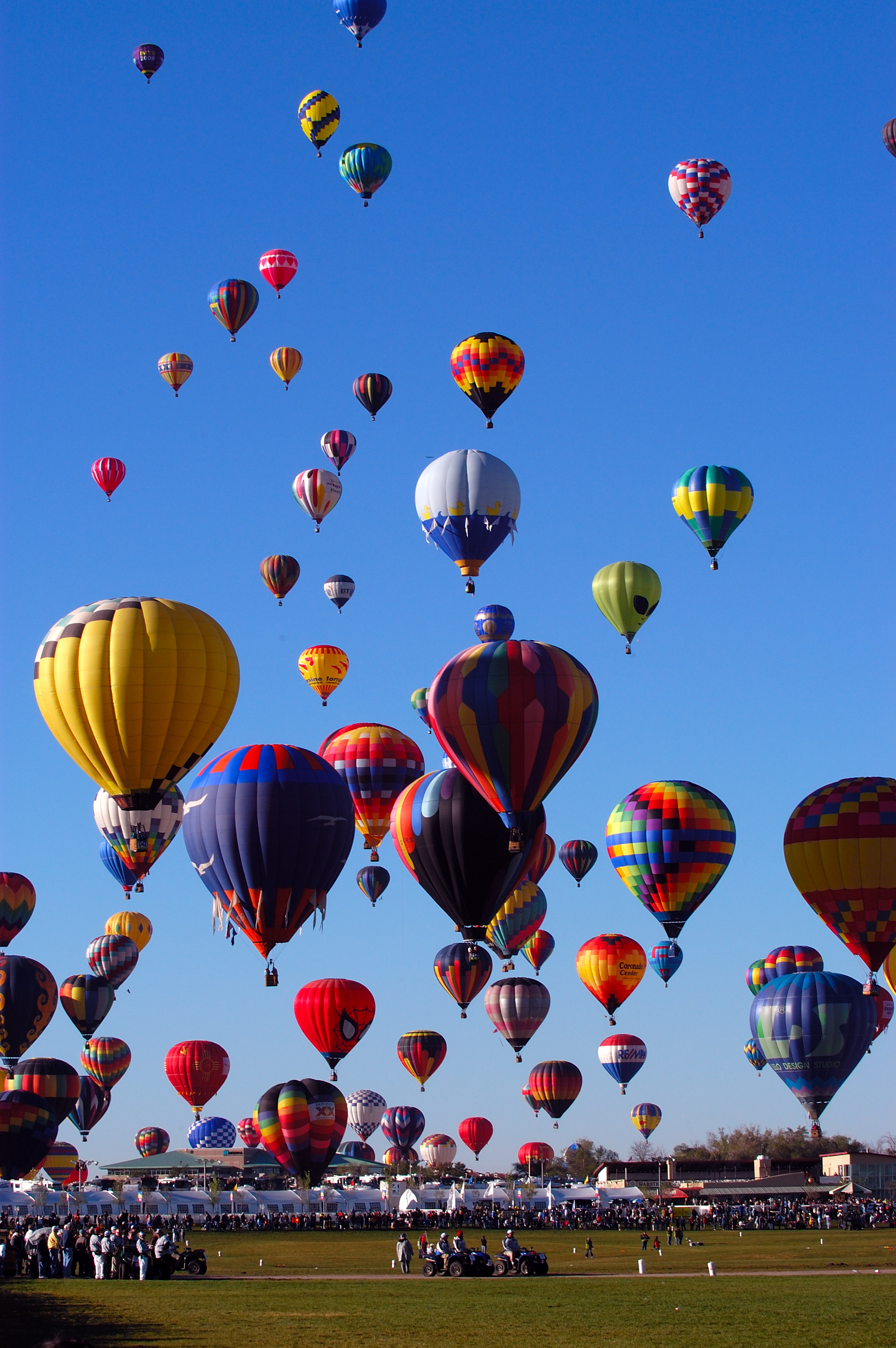
Ascensão em massa, 2006.

O Festival Internacional de Balonismo de Albuquerque (em inglês Albuquerque International Balloon Fiesta) é realizado em Albuquerque, no Novo México, que é a mais importante cidade do mundo em termos de balonismo. 
A razão disto é o seu clima constante, a altitude acima de 1500 metros, tornando o ar menos denso, grandes espaços abertos e muito sol. Tudo isso fornece as condições ideais para a prática de balonismo. 
Durante o Festival Internacional de Balões de Albuquerque, o evento mais tradicional do balonismo mundial, por conseguir reunir mais de 700 balões de diferentes países e um público de mais de 1 milhão de pessoas, as pessoas assistem a um verdadeiro balé aéreo. Aparecem balões de todas as formas como casa, flor, lápis ,relógio, palhaço, castelo, sorvete, bombom, espantalho, abelha, lata de cerveja, bolo, jacaré, polvo e até mesmo a Arca de Noé.
O local de saída deste incrível evento é no "Fiesta Field", a cerca de 5 km do centro da cidade e ele acontece normalmente no início de outubro.
Em 2020, foi cancelado por motivos de pandemia de COVID-19.